# Leichtathletik-Weltmeisterschaften 2023/Teilnehmer (Palästinensische Autonomiegebiete)
| Gelbes Symbol für Goldmedaillen mit stilisierten Olympischen Ringen | Graues Symbol für Silbermedaillen mit stilisierten Olympischen Ringen | Braundes Symbol für Bronzemedaillen mit stilisierten Olympischen Ringen |
| ------------------------------------------------------------------- | --------------------------------------------------------------------- | ----------------------------------------------------------------------- |
| —                                                                   | —                                                                     | —                                                                       |

Aus den Palästinensischen Autonomiegebieten nahm ein Athlet an den Leichtathletik-Weltmeisterschaften 2023 in Budapest teil.

## Ergebnisse

### Männer

#### Laufdisziplinen
| Athlet          | Disziplin | Vorlauf        | Vorlauf | Halbfinale | Halbfinale | Finale | Finale |
| Athlet          | Disziplin | Zeit           | Platz   | Zeit       | Platz      | Zeit   | Platz  |
| --------------- | --------- | -------------- | ------- | ---------- | ---------- | ------ | ------ |
| Mohammed Dwedar | 800 m     | 1:55,45 min PB | 57      | DNQ        | DNQ        | –      | –      |